# Venner 4ever
Venner 4ever er første afsnit af tv-serien Mille og blev sendt den 7. februar 2009 klokken 19:30.

## Resume
På Milles skole starter en ny pige ved navn Marie. Mille (Mathilde Arcel Fock) vil gerne have hende med i Trixietrio, der består af Mille, Denise (Emilie Kadziola) og Alex (Frederikke Nielsen). Men de vil ikke have hende med, så hun dropper de andre.
Milles mor Leila (Lærke Winther) har sin egen restaurant der hedder 'Clausens Kaffebar' der hænger samme med Leila og Milles lejlighed. Leila er skilt fra Milles far Carsten (David Rousing), så de har det svært økonomisk. Det er heller ikke nemt når ens mor Conny (Michelle Bjørn-Andersen) har fået en ny kæreste.
Mille og Marie vil spille til sommerkoncerten på skolen, men tidligere Trixitrio, der hedder nu Trixiduo, vil også. En af de ældre elever Julie står for festudvalget, så hun bestemmer hvem der skal spille til Sommerkoncerten. Oppe på scenen, lige efter skoleinspektøren har holdt sin tale, offentliggøre Julie hvem der skal optræde. Tim, Hammit og Jannick fra 7.C med nummeret "We Rock", Sabrina, Victoria og Sasha fra 7.C med nummeret "Mean Girls" og Mille og Marie fra 6.B med nummer Venner 4ever. Men Denise og Alex er selvfølgelig misundelige.
Så skal 6.B have dansk og der læser Tobias (Lucas Munk Billing) op. Han er ikke god til at læse eller at stave, så han er faktisk gået en klasse om og er et år ældre end de andre. Han er nok den eneste i klassen der er gået i puberteten. Efter timen opdager Mille og Marie, at Tobias kan spille guitar og Marie vil have ham med i nummeret. Men det er Mille ikke så glad for, når hans øgenavn nu er Taber-Tobi.
Derhjemme fortæller Mille til sin mor at hende og Marie er med til Sommerkoncerten. Hun viser ikke så meget begejstring da hun er temmelig stresset. Marie får samtidig lov til at sove hos Mille da de skal arbejde på sangen.
Over i skolen begynder bøllerne af gå til Tobias, og Mille og Marie kommer og hjælper ham. Marie får Mille til at spørge Tobias. Men Tobias syntes det er mærkelig, for hun har aldrig talt til ham før og siger nej. Marie spørger ham og finder ud af at Mille ikke spurgte ham om det rigtige, og de bliver uvenner.
Mille ser på vejen hjem nogle fede gule t-shirts der står 'M' på og de koster 150 kroner stykket. Da moren ikke har råd, går hun til faren og får 500 kroner. Han fortæller at han kæreste Karin er gravid. Hun bliver ikke særlig begejstret og det gøre Leila slet ikke. Heller ikke da hun finder ud af det med de 500 kroner og betaler dem tilbage, og skælder ham ud.
Mille og Marie bliver venner igen i skolen og Mille viser hende de t-shirts. På vej ud fra skolen fotæller Tobias dem, at han aligevel gerne vil være med, men Marie afviser ham med det samme.
De cykler hjem fra skole og Marie har glemt cykelhjelmen. De cykler hjemad da en billist kører ind i dem.
På hospitalet vågner Mille op og ser sin mor. Mille spørger hvor Marie er, men Leila taler udenom. Mille spørger igen, og Leila fortæller hun er død. Carsten kommer bekymret ind.

## Øvrige medvirkende
- Marie – Sasha Sofie Lund
- Martin (lærer) – Asbjørn Agger
- Sygeplejeske – Bolette M. Drejer
- Maries mor – Pernille Hilgart
- Skoleinspektør – Lene Jakobsen
- Bilisten – Lars Simonsen
- Julie – Julie Wright
- Bøllerne – Kenni Hansen, Mathias Rom og Nikolaj Groth